# Carlos Moreno (urbanista)
Carlos Moreno (Tunja, 16 de abril de 1959) é um planejador urbano franco-colombiano, conhecido por sua participação no conceito de cidade de 15 minutos.
É conhecido pelas suas ideias e atividades centradas numa cidade inteligente e sustentável e, em particular, a sua cidade de 15 minutos, apresentada na COP21, o encontro das Nações Unidas que deu origens aos acordos climáticos de Paris, em 2015.
Em 4 de outubro de 2021, Dia Mundial do Habitat, a fundação dinamarquesa Henrik Frode OBEL atribuiu-lhe o Prémio OBEL  pela sua contribuição para uma melhor qualidade de vida e o impacto internacional da cidade de 15 minutos. Foi-lhe apresentado.
Em 18 de novembro de 2021, no Congresso Mundial Smart City Expo em Barcelona, foi-lhe atribuído o prémio